# Moses Gunn
Moses Gunn (ur. 2 października 1929 w Saint Louis, zm. 16 grudnia 1993 w Guilford) – amerykański aktor charakterystyczny. Zdobywca nagrody Obie, nominowany także do nagród Tony i Emmy.

## Wczesne lata
Urodził się w Saint Louis w stanie Missouri jako najstarszy z siedmiorga dzieci Mary A. Gunn i George’a Gunnów. W wieku dziewięciu lat Gunn wykazał się talentem aktorskim. Po śmierci matki jego rodzina rozdzieliła się, Moses Gunn opuścił dom w wieku zaledwie 12 lat i podróżował koleją. Wrócił do St. Louis, gdzie uczęszczał do szkoły i zamieszkał w rodzinie zastępczej Jamesa i Jewel Richie, swojej nauczycielki angielskiego.
Podjął studia na Tennessee State University, gdzie specjalizował się w przemówieniu i teatrze. Pomógł też założyć studencką grupę aktorską o nazwie Footlights Across Tennessee, która wystawiała klasyczne sztuki, dzieła współczesne i komedie napisane w dialekcie przez czarnoskórych dramaturgów. W latach 1954–1957 służył w United States Army, gdzie stacjonował w Niemczech. W latach 1959–1961 kontynuował naukę na Uniwersytecie w Kansas, uzyskując tytuł magistra. Będąc studentem w Kansas wystąpił w tytułowej roli w tragedii Williama Shakespeare’a Otello. Po ukończeniu studiów Gunn został nauczycielem mowy i teatru w college’u w Grambling w Luizjanie. Wkrótce rozpoczął profesjonalną karierę aktorską w Nowym Jorku.

## Kariera sceniczna
W 1962 wystąpił w roli dublera w produkcji off-Broadwayowskiej The Blacks autorstwa Jeana Geneta. Gunn otrzymywał 15 dolarów tygodniowo przez pierwsze kilka miesięcy wystawiania sztuki, ostatecznie dołączając do regularnej obsady produkcji. W 1966 zadebiutował na Broadwayu w sztuce Ręka jest na bramie. Grał potem role szekspirowskie takie jak Aaron, niewolnik i kochanek Tamory, w tragedii Tytus Andronikus (1967), Capuleti w tragedii Romeo i Julia (1968), tytułową rolę w tragedii Otello (1970) i Orsino w komedii Wieczór Trzech Króli (1972). W latach sześćdziesiątych współzałożył Negro Ensemble Company. W 1975 otrzymał Obie Award za rolę Miltona Edwardsa w spektaklu Pierwszy powiew lata. W 1976 był nominowany do nagrody Tony Award dla najlepszego aktora za kreację Benjamina Hurspoola w przedstawieniu Drzewo trucizny.

## Kariera ekranowa
Po raz pierwszy trafił na mały ekran jako członek Komitetu Pracy w jednym z odcinków serialu CBS East Side/West Side (1964) – pt. „Nazwa gry” (The Name of the Game) u boku George’a C. Scotta. Debiutował na kinowym ekranie jako robotnik w młynie w melodramacie Nothing But a Man (1964) z Abbey Lincoln. W ekranizacji powieści Roberta Stone’a WUSA (1970) w reż. Stuarta Rosenberga pojawił się jako Clotho. Wcielił się w postać gangstera Ellswortha Raymonda w dramacie kryminalnym blaxploitation Shaft (1971), za którą był nominowany do NAACP Image Awards dla wybitnego aktora w filmie kinowym, i sequelu Wielka wygrana Shafta (1972). Rola Kintango w miniserialu ABC Korzenie (1977) przyniosła mu nagrodę Emmy. W serialu NBC Domek na prerii (1977–1981) został obsadzony w roli Joego Kagana. W miniserialu CBS Zawodnik (The Contender, 1980) zagrał postać George’a Beifusa, trenera boksu głównego bohatera (Marc Singer).

## Życie prywatne
W 1964 podczas Festiwalu Szekspirowskiego w Antiochii Gunn poznał Gwendolyn „Gwen” Mummę Landes. Pobrali się w 1966. „Gwen” miała już córkę Kirsten, a w 1970 urodziła syna Justina Mosesa.

### Śmierć
Zmarł 16 grudnia 1993 w Guilford w stanie Connecticut z powodu powikłań astmy w wieku 64 lat.

## Filmografia

### Filmy
- 1970: WUSA jako Clotho
- 1970: Czarna brygada jako szeregowy Doc Hayes
- 1971: Shaft jako Bumpy Jonas
- 1971: Zawadiaki (Wild Rovers) jako Ben
- 1972: Diamentowa gorączka jako dr Amusa
- 1972: Wielka wygrana Shafta jako Bumpy Jonas
- 1975: Rollerball jako Cletus
- 1981: Ragtime jako Booker T. Washington
- 1982: Amityville II: Opętanie (Amityville II: The Possession) jako detektyw Turner
- 1984: Niekończąca się opowieść (The NeverEnding Story) jako Cairon
- 1984: Podpalaczka (Firestarter) jako dr Herman Pynchot
- 1986: Wzgórze złamanych serc (Heartbreak Ridge) jako sierżant Webster
- 1987: Bates Motel (TV) jako Henry Watson

### Seriale
- 1971: Hawaii Five-O jako Willy Stone
- 1973: Kung Fu jako Isaac Montoya
- 1977: Korzenie (Roots) jako Kintango
- 1977–1981: Domek na prerii jako Joe Kagan
- 1981-1983: Ojciec Murphy (Father Murphy) jako Mose Gage
- 1985: Autostrada do nieba (Highway to Heaven) jako Ted Tilley
- 1987: Posterunek przy Hill Street jako Marvin Sloan
- 1989: Bill Cosby Show jako Joe Kendall / dr Lotus
- 1990: Opowieści z krypty jako wujek Ezra

## Nagrody i nominacje
| Rok  | Nagroda            | Kategoria                                           | Film            | Rezultat  |
| ---- | ------------------ | --------------------------------------------------- | --------------- | --------- |
| 1977 | Nagroda Emmy       | Najlepszy aktor drugoplanowy w komedii lub dramacie | Korzenie (1977) | Nominacja |
| 1982 | NAACP Image Awards | Najlepszy aktor drugoplanowy                        | Ragtime (1981)  | Wygrana   |